# Christian Wilhelm Blomstrand
Christian Wilhelm Blomstrand (20 de outubro de 1826 – 5 de novembro de 1897) foi um químico e mineralogista suíço.

## Vida
Ele foi professor na Universidade de Lund de 1862-1895, onde isolou o elemento nióbio em 1864. Ele desenvolveu uma versão inicial da tabela periódica e fez avanços na compreensão da química. Blomstrand publicou livros didáticos de química e era conhecido internacionalmente por suas contribuições científicas.

## Os elementos

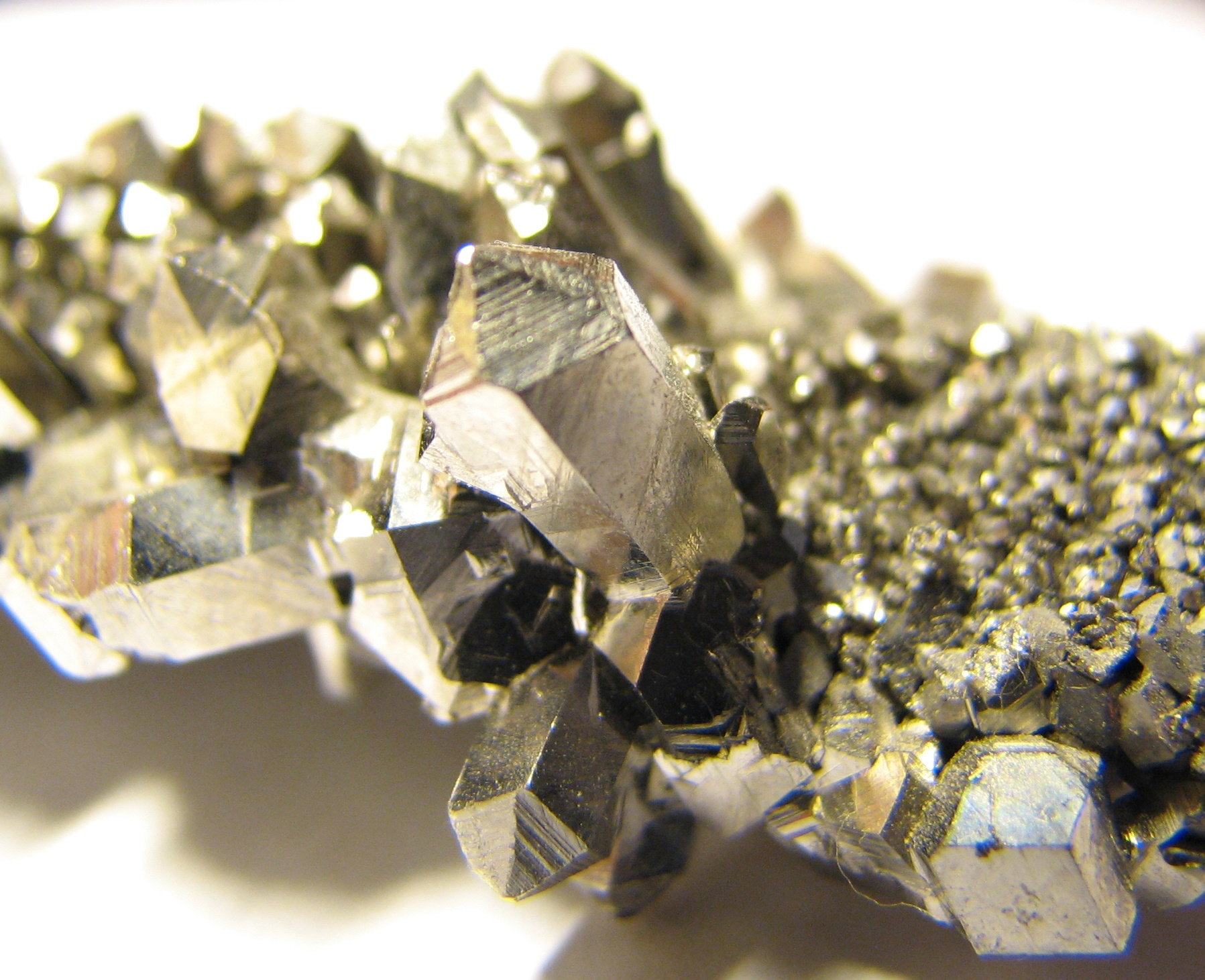
Cristais de nióbio

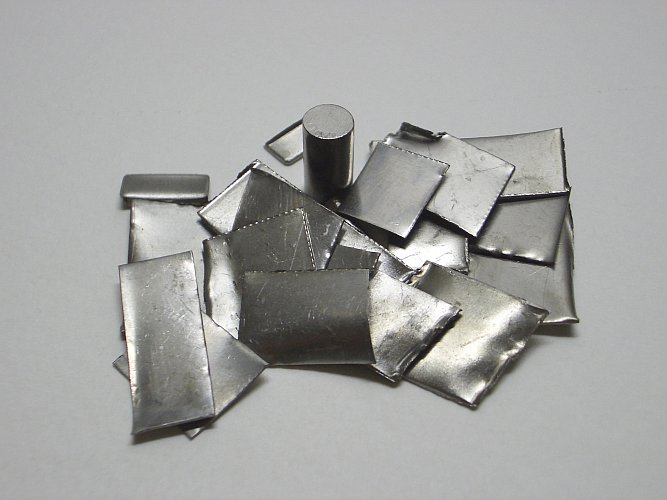
Nióbio purificado

A pesquisa experimental de Blomstrand envolveu a caracterização e análise de minerais, particularmente aqueles que eram raros ou de composição desconhecida. Estes incluíram euxenite, ilmenite, monazite, niobite, e  tantalite. Ele se concentrou na análise química do que agora é conhecido como o grupo Vb, subgrupo de elementos do Grupo 5. Esses "ácidos terrosos" incluem os elementos tântalo, nióbio, molibdênio, tungstênio e seus vários minerais associados
Em 1864, Blomstrand foi a primeira pessoa a obter com sucesso o elemento nióbio em sua forma pura.  Blomstrand estava estudando vários cloretos de metal e identificou o oxicloreto de nióbio, NbOCl3, como parte desta investigação. Ele então isolou o nióbio colocando cloreto de nióbio em uma atmosfera de hidrogênio e aquecendo-o. Dessa forma, ele obteve nióbio metálico puro como um material cinza-aço.:343 Nióbio já havia sido descoberto em 1801 pelo cientista inglês Charles Hatchett, usando um minério obtido nos Estados Unidos. Hackett nomeou o elemento Columbium, só sendo renomeado Nióbio em 1950. No entanto, o elemento não foi obtido na forma pura até que Blomstrand conduziu suas investigações.
Em 1870, Blomstrand propôs uma nova forma de sistematizar os elementos, um "sistema natural" baseado na atomicidade (a capacidade dos elementos se combinarem com outros elementos) e nas propriedades eletroquímicas do elemento. Organizar os elementos em subgrupos de atomicidade par e ímpar revelou "regularidades extraordinárias".:156 Embora o sistema de Blomsrand tenha sido um avanço significativo no desenvolvimento de uma tabela periódica dos elementos, ele não contabilizou bem os metais. Blomstrand incluiu seu sistema em sua edição revisada de Nils Johan Berlin no livro popular em 1870, e em seus próprios livros em 1873 e 1875. Dmitri Mendeleev, mais tarde creditado pelo desenvolvimento da tabela periódica de uso generalizado, atribuiu a Blomstrand importantes avanços iniciais que levaram à organização do sistema periódico.

## Publicações selecionadas
- Blomstrand, Kristian Vilhelm (1869). Die Chemie der Jetztzeit: vom Standpunkte der electrochemischen Auffassung, aus Berzelius Lehre entwickelt. [S.l.: s.n.] ISBN 978-1-144-80510-2
- Kemper, R. (1869). «Die Chemie der Jetztzeit vom Standpunkte der elektrochemischen Auffassung aus Berzelius Lehre entwickelt von C. W. Blomstrand. XIV. u. 417 S. Heidelberg, Carl Winter 1869». Archiv der Pharmazie. 189 (1–2): 173–175. doi:10.1002/ardp.18691890162